# Ерік Єлен
Ерік Єлен (нім. Eric Jelen; нар. 11 березня 1965) — колишній німецький тенісист.
Найвищу одиночну позицію світового рейтингу — 23 місце досяг 7 липня 1986, парну — 18 місце — 12 червня 1989 року.
Здобув 1 одиночний та 5 парних титулів.
Найвищим досягненням на турнірах Великого шолома було 4 коло в одиночному розряді.
Завершив кар'єру 1992 року.

## Фінали за кар'єру

### Одиночний розряд (1–1)
| Легенда                  |
| Великий шлем (0–0)       |
| Tennis Masters Cup (0–0) |
| Серія Мастерс ATP (0–0)  |
| Тур ATP (1–1)            |

| Результат | W/L | Дата     | Турнір                    | Покриття   | Суперник       | Рахунок       |
| --------- | --- | -------- | ------------------------- | ---------- | -------------- | ------------- |
| Поразка   | 0–1 | Жов 1987 | Брисбен, Австралія        | Тверде (i) | Келле Евернден | 6–3, 1–6, 1–6 |
| Перемога  | 1–1 | Чер 1989 | Бристоль, Велика Британія | Трава      | Нік Браун      | 6–4, 3–6, 7–5 |

### Парний розряд (5–6)
| Легенда                  |
| Великий шлем (0–0)       |
| Tennis Masters Cup (0–0) |
| Серія Мастерс ATP (0–1)  |
| Тур ATP (5–5)            |

| Результат | W/L | Дата     | Турнір                                | Покриття   | Партнер           | Суперники                           | Рахунок       |
| --------- | --- | -------- | ------------------------------------- | ---------- | ----------------- | ----------------------------------- | ------------- |
| Поразка   | 0–1 | Вер 1986 | Гамбург, Західна Німеччина            | Ґрунт      | Борис Бекер       | Серхіо Касаль Еміліо Санчес Вікаріо | 4–6, 1–6      |
| Поразка   | 0–2 | Лют 1987 | Індіан-Веллс, США                     | Тверде     | Борис Бекер       | Гі Форже Яннік Ноа                  | 4–6, 6–7      |
| Перемога  | 1–2 | Лют 1988 | Мілан, Італія                         | Килим (i)  | Борис Бекер       | Мілослав Мечирж Томаш Шмід          | 6–3, 6–3      |
| Перемога  | 2–2 | Жов 1988 | Брисбен, Австралія                    | Тверде (i) | Карл-Уве Стіб     | Грант Коннелл Гленн Мічібата        | 6–4, 6–1      |
| Поразка   | 2–3 | Жов 1988 | Токіо, Японія                         | Килим (i)  | Борис Бекер       | Андрес Гомес Слободан Живоїнович    | 5–7, 7–5, 3–6 |
| Перемога  | 3–3 | Лют 1989 | Ліон, Франція                         | Килим (i)  | Мікаель Мортенсен | Якоб Гласек Джон Макінрой           | 6–2, 3–6, 6–3 |
| Поразка   | 3–4 | Тра 1989 | Гамбург, Західна Німеччина            | Ґрунт      | Борис Бекер       | Еміліо Санчес Вікаріо Хав'єр Санчес | 4–6, 1–6      |
| Поразка   | 3–5 | Жов 1989 | Франкфурт-на-Майні, Західна Німеччина | Килим (i)  | Кевін Каррен      | Пітер Олдріч Дані Віссер            | 6–7, 7–6, 3–6 |
| Поразка   | 3–6 | Кві 1991 | Барселона, Іспанія                    | Ґрунт      | Борис Бекер       | Орасіо де ла Пенья Дієго Наргісо    | 6–3, 6–7, 4–6 |
| Перемога  | 4–6 | Сер 1991 | Connecticut Open, США                 | Тверде     | Карл-Уве Стіб     | Даг Флек Дієго Наргісо              | 0–6, 6–4, 7–6 |
| Перемога  | 5–6 | Лис 1991 | Москва, Росія                         | Тверде     | Карл-Уве Стіб     | Андрій Черкасов Олександр Волков    | 6–4, 7–6      |